# موتو رومی
موتو رومی (انگلیسی: Moto Rumi) شرکت موتورسیکلت‌سازی ایتالیایی است، که در سال ۱۹۴۹ تأسیس شد.